# Športovi s letećim diskovima
Flingy disc sportovi naziv je za sportove ili igre s letećim diskovima koje se često naziva zaštićenim imenom frizbi. Discipline ultimate i disc golf međunarodno su najpoznatije i najraširenije grane flying disc sportova.
Hrvatski flying disc savez krovno je tijelo sporta u Hrvatskoj, a u posljednih nekoliko godina aktivnosti saveza pokrivaju ponajviše disc golf čiji razvoj je u značajnom usponu od 2011. godine, i nešto manje ultimate (čija popularnost u Hrvatskoj stagnira), dok ostale grane ili discipline poput freestyle, guts ili double disc court u Hrvatskoj nikad nisu bile zastupljene.